# Synallaxis subpudica
Synallaxis subpudica là một loài chim trong họ Furnariidae.